# Ženská útulna v Brně

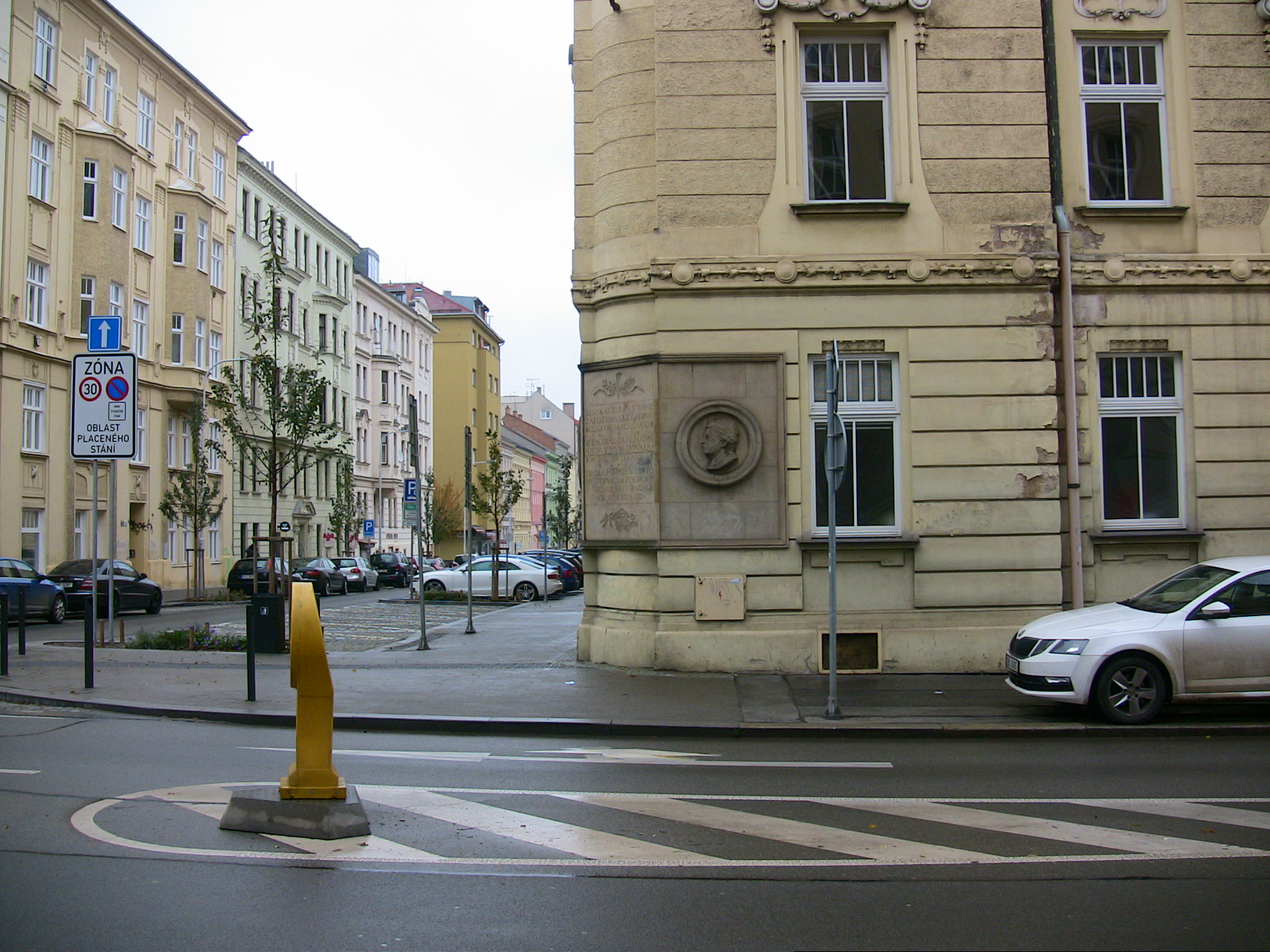
Pamětní deska na nároží ulic Úvoz a Gorkého

Ženská útulna v Brně byla útulna pro osiřelé děti, dívky, ženy bez rodiny a přestárlé, založená v Brně dne 12. září 1899 učitelkou Eliškou Machovou.

## Historie
Na druhé schůzi Moravskoslezské organizace ženské v Tovačově navrhla Eliška Machová zřídit ženskou útulnu. Delegátky ženských spolků dne 28. července 1899 rozhodly o založení Útulny ženské v Brně.
Byla zahájena sbírka na Fond Karoliny Světlé, byl pronajat byt o dvou pokojích a kuchyni v Brně na Klášterním náměstí č. 2 a prvních 5 sirotků tam mohlo být umístěno už pět dní po smrti Karoliny Světlé dne 12. září 1899. Druhá místnost začala sloužit jako poptavárna na místa a noclehárna služek. První správkyní ústavu se stala Antonína Spáčilová, impuls k veškerému jednání však tehdy dávala především Eliška Machová. Byla to ona, kdo se postaral o propagaci útulny. Ať už šlo o uveřejňování programu ústavu v novinách, nebo o malířkou Zdenkou Vorlovou zkomponované „živé obrazy“, které byly uvedeny před představením opery Dalibor v Národním divadle dne 17. října 1899 a které divákům přibližovaly činnost ústavu.
Eliška Machová sepsala rovněž stanovy a předala je na místodržitelství, kde byly posléze dne 27. října 1900 úředně schváleny. První ustavující valná hromada nového spolku se konala v Úprkově dvoraně brněnské Vesny.
Se vznikem spolku došlo také na stěhování, neboť prostory na Klášterním náměstí přestaly vyhovovat. Novou adresou útulny se od listopadu 1900 stala ulice Měšťanská č. 23.
Postupně se zde otevřely čítárna a knihovna, začaly se pořádat vzdělávací a kuchyňské kurzy (denní i večerní), vznikla prádelna a žehlírna, šilo se a pletlo, na objednávku se pekly cukrovinky apod. Aby se ulehčilo pracujícím ženám, přijímala se také nemluvňata a batolata na ošetřování přes den.
Ve spolku se vytvořily odbory: národopisný, turistický, zábavný, agitační, penzionátní a lidumilný. Také záhy po založení sirotčince se začalo hrát loutkové divadlo, které řídila Olga Janáčková, dcera hudebního skladatele Leoše Janáčka.
Ani jeden z těchto prvotních odborů však nepracoval soustavně, organizovaně a dlouhodobě. Většina jejich úkolů se postupně přesunula do rukou jediné ženy – Marie Steyskalové.
Ta se ujala i výstavby nového třípodlažního objektu na tehdejší ulici Falkensteinerově č. 35 v roce 1904. Útulna zde existovala až do roku 1952 (na této adrese – nyní Gorkého – sídlí Domov mládeže pro středoškolské studenty).
Na nároží ulic Úvoz a Gorkého jsou na budově pamětní desky Elišky Machové a Marie Steyskalové s dodatkem:
„Ženská útulna v Brně – Založena 12. září 1899 Eliškou Machovou – Její sociální a humánní ústavy vybudovala Marie Steyskalová – Trvalá památka těmto průkopnicím pokroku a socialismu v řadách moravských žen“.